# Daphny van den Brand
Daphny van den Brand (ur. 6 kwietnia 1978 w Zeeland) – holenderska kolarka przełajowa, górska i szosowa, wielokrotna medalistka mistrzostw świata i trzykrotna zdobywczyni Pucharu Świata w kolarstwie przełajowym.

## Kariera
Pierwszy sukces w karierze Daphny van den Brand osiągnęła w 2000 roku, kiedy zdobyła brązowy medal w kategorii elite podczas przełajowych mistrzostw świata w Sint-Michielsgestel. Wynik ten powtórzyła czterokrotnie: na MŚ w Taborze (2001), MŚ w Zolder (2002), MŚ w Zeddam (2006),  i MŚ w Taborze (2010). Ponadto na mistrzostwach świata w Monopoli w 2003 roku była najlepsza, a na rozgrywanych dziewięć lat później mistrzostwach świata w Koksijde była druga, przegrywając jedynie ze swą rodaczką, Marianne Vos. W sezonach 2002/2003, 2009/2010 i 2011/2012 triumfowała w klasyfikacji generalnej Pucharu Świata w kolarstwie przełajowym. Zajęła także drugie miejsce w sezonie 2008/2009, ulegając tylko Niemce Hance Kupfernagel. Kilkakrotnie zdobywała medale mistrzostw Holandii w kolarstwie górskim, w tym złoty w 2002 roku. Brała też udział w wyścigach szosowych, jednak bez większych sukcesów.